# George Klippert
George Klippert (né le 6 septembre 1926 à Kindersley et mort le 7 août 1996) est, au Canada, la dernière personne arrêtée, accusée, poursuivie, condamnée et emprisonnée pour grossière indécence en raison de son homosexualité avant sa décriminalisation en 1969.
Les réformes qui ont mené à la légalisation de l'homosexualité au Canada découlent directement de l'affaire Klippert car elle déclenche à l'époque une levée de boucliers de la société canadienne et du gouvernement.